# Les Mendiants (Brueghel)
Pour les articles homonymes, voir Les Mendiants.
 (avril 2025).
Si vous disposez d'ouvrages ou d'articles de référence ou si vous connaissez des sites web de qualité traitant du thème abordé ici, merci de compléter l'article en donnant les références utiles à sa vérifiabilité et en les liant à la section « Notes et références ».
Les Mendiants est un tableau peint par Pieter Brueghel l'Ancien en 1568. Il est conservé au musée du Louvre à Paris.

## Description du tableau
Le peintre Brueghel se passionnait pour la tératologie (science des malformations congénitales). Ce tableau, réalisé en 1568, représente cinq mendiants culs de jatte avec des béquilles, arborant des visages difformes, dans une cour ensoleillée d'un hôpital de briques rouges. Ils sont vêtus de costumes grotesques sur lesquels sont accrochés des queues de renard. 
À l'arrière-plan, une femme s'éloigne en tenant dans ses mains des sébiles (coupoles peu profondes utilisées par les mendiants pour recevoir l'aumône).
Les postures agitées des cinq estropiés font naître des interrogations sur leurs intentions. Veulent-ils se séparer pour aller mendier ailleurs ? Exécutent-ils une danse rituelle ? Ou bien sont-ils mécontents que la femme ait pris leurs sébiles car la mendicité est interdite ?
Le peintre éprouve une empathie profonde pour ces infirmes, preuve en est cette phrase inscrite à l'arrière du tableau : "Courage, estropiés, salut, que vos affaires s'améliorent".

## Analyse du tableau
Ce tableau inspire plusieurs interprétations. 
Il peut décrire une simple scène quotidienne où sont mises en valeur les infirmes d'une société.
Cette œuvre pourrait aussi faire écho à la tradition carnavalesque du "monde à l'envers". Il peut donc être envisagé aussi comme une dénonciation de la corruption de la société de l'époque en lien avec le fameux proverbe flamand : « Le mensonge marche comme l'estropié avec des béquilles ». 
Chaque mendiant représenterait alors une classe de cette société malsaine et corrompue qui serait vouée à la perte.  Un des mendiants qui porte une couronne en carton symboliserait la monarchie. Le mendiant avec comme couvre chef une coiffe en fourrure en forme de béret serait le bourgeois. Le paysan serait celui qui porte un bonnet tandis que l'ecclésiastique serait le mendiant coiffé d'une mitre. Le mendiant avec une coiffe en papier représenterait l'armée. 
Ce tableau peut aussi faire allusion à la Koppermaandag, une fête annuelle des mendiants qui avait lieu le lundi suivant l'Épiphanie, durant laquelle ils quêtaient et chantaient dans les rues en se déguisant et en accrochant des queues de renard sur leurs vêtements.
Ce tableau peut aussi faire écho à la Révolte des gueux des calvinistes qui en 1566 en appellent à la petite noblesse et la grande bourgeoisie dans une sorte d'union nationale,  au cri de "vive le Gueux" pour combattre la domination espagnole. La queue de renard était alors le signe de ralliement des partisans. En 1568, l'année de création du tableau, le comte d'Egmont, un noble catholique partisan de la paix religieuse, est décapité sur la Grand-Place de Bruxelles. Son exécution déclenchera la guerre de Quatre-Vingts Ans (guerre de soulèvement contre le roi d'Espagne).   
La figure des mendiants avait  déjà été utilisée par Brueghel dans deux de ses œuvres précédentes : Le Combat de Carême et Mardi gras (1559, Vienne, Kunsthistorisches Museum). Dans ces tableaux, le peintre ne dénonçait alors aucun abus religieux ou politique à travers la présence des estropiés. Les queues de renards n'étaient alors qu'un  marqueur de la mendicité. 
Le tableau "Les mendiants" est d'un réalisme pictural particulièrement remarquable témoignant du sens pointu de l'observation du peintre au même titre que le peintre Jérôme Bosch. 
Cette œuvre intense met en valeur le contraste entre la lumière et la joie de cette ronde boiteuse et la douleur de l'infirmité dans une société dénuée de sensibilité.